# Trabrennbahn Dinslaken

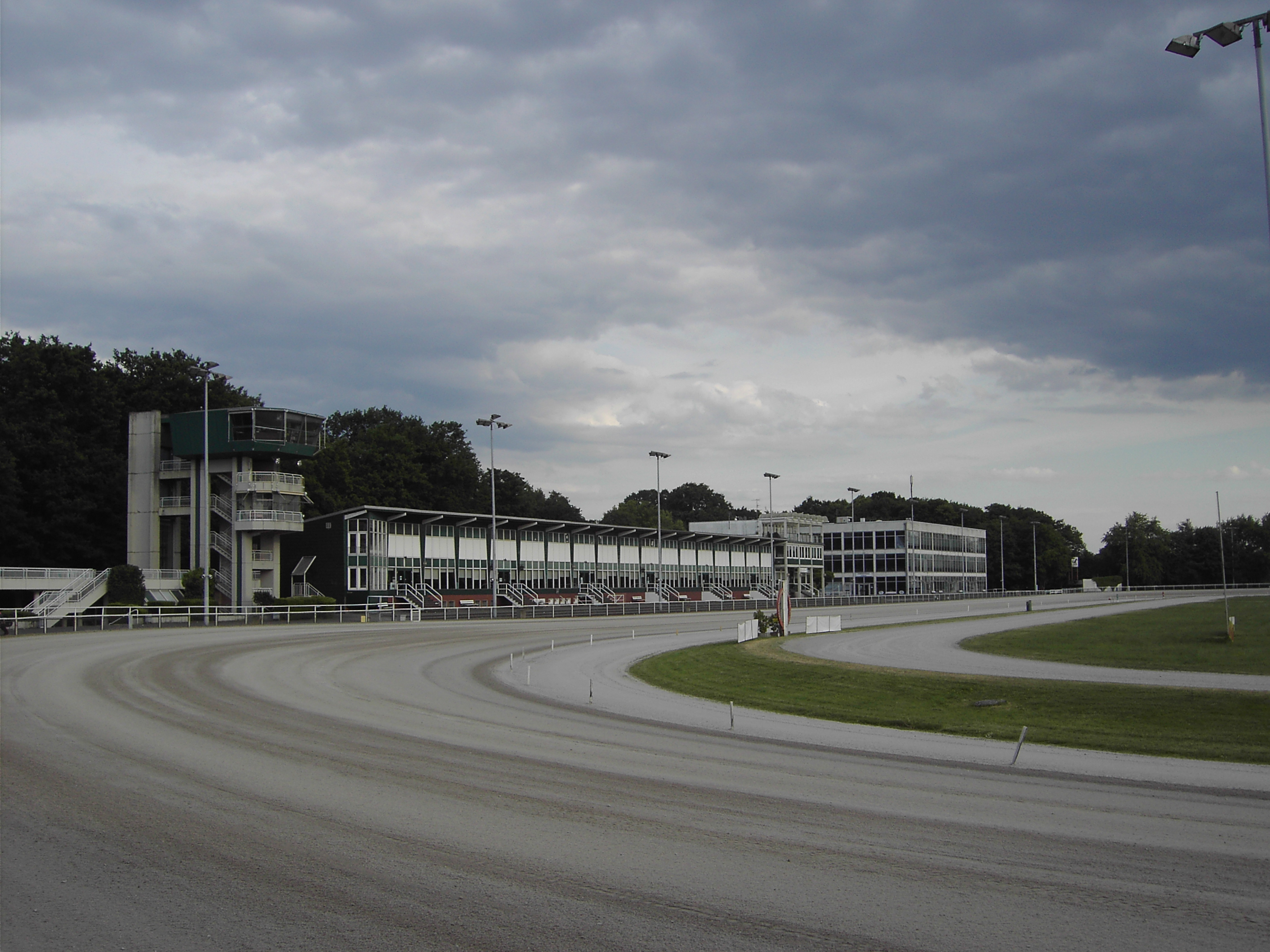
Trabrennbahn Dinslaken Tribünenhaus
Blick von der Nordseite 2018

Die Trabrennbahn Dinslaken war eine für das Trabrennen verwendete Pferdesportanlage in Dinslaken. Ausrichter war der Niederrheinische Trabrennverein Dinslaken e. V.

## Geschichte
1954 wurde die Trabrennbahn rund um das ehemalige Landgut Haus Bärenkamp angelegt.
Bereits 1948 hatte sich der gerade neu gegründete Trabrennverein mit dem Bau einer Trabrennbahn am Bärenkamp in Dinslaken befasst. Das Gelände war damals landwirtschaftliche Nutzfläche. Die allgemein schlechte Ernährungslage bewog den Stadtrat jedoch, diese Pläne vorerst zurückzustellen.
Die 800-m-Bahn umfasst eine Fläche von 17.000 m². 3600 Kubikmeter Erdmassen mussten beim Bau bewegt werden. 2850 m³ Kesselasche wurden angefahren und verbaut. Außerdem wurden eine Tribüne, eine Waage, Toiletten, der Totoschalter und über dreißig Pferdeboxen gebaut.
1969 wurde das neue Tribünenhaus eröffnet.
1972 wurde die Trabrennbahn als erste in Europa mit einer Kunststoffpiste ausgestattet.
Die Gebäude der Trabrennbahn wurde zu den verschiedensten Veranstaltungen genutzt.
Die Stallungen an der Alleestraße und der Bärenkampallee wurden 2011 zum Bau einer Wohnanlage und einer Altenpflegeeinrichtung abgebrochen.
Ab 2013 fanden im Tribünenhaus unter anderem Klausuren der Universität Duisburg statt und auch die Dinslakener Gymnasien nutzten die Räumlichkeiten der Trabrennbahn zur Durchführung ihrer Klausuren.
Am 31. Dezember 2022 fand der letzte Renntag auf der Trabrennbahn in Dinslaken statt.
2023–2024 Abbruch der Bestandsgebäude, die die hölzerne Tribünenhalle, den Zielturm und der Zieltribüne umfassen.

## Bahnlänge

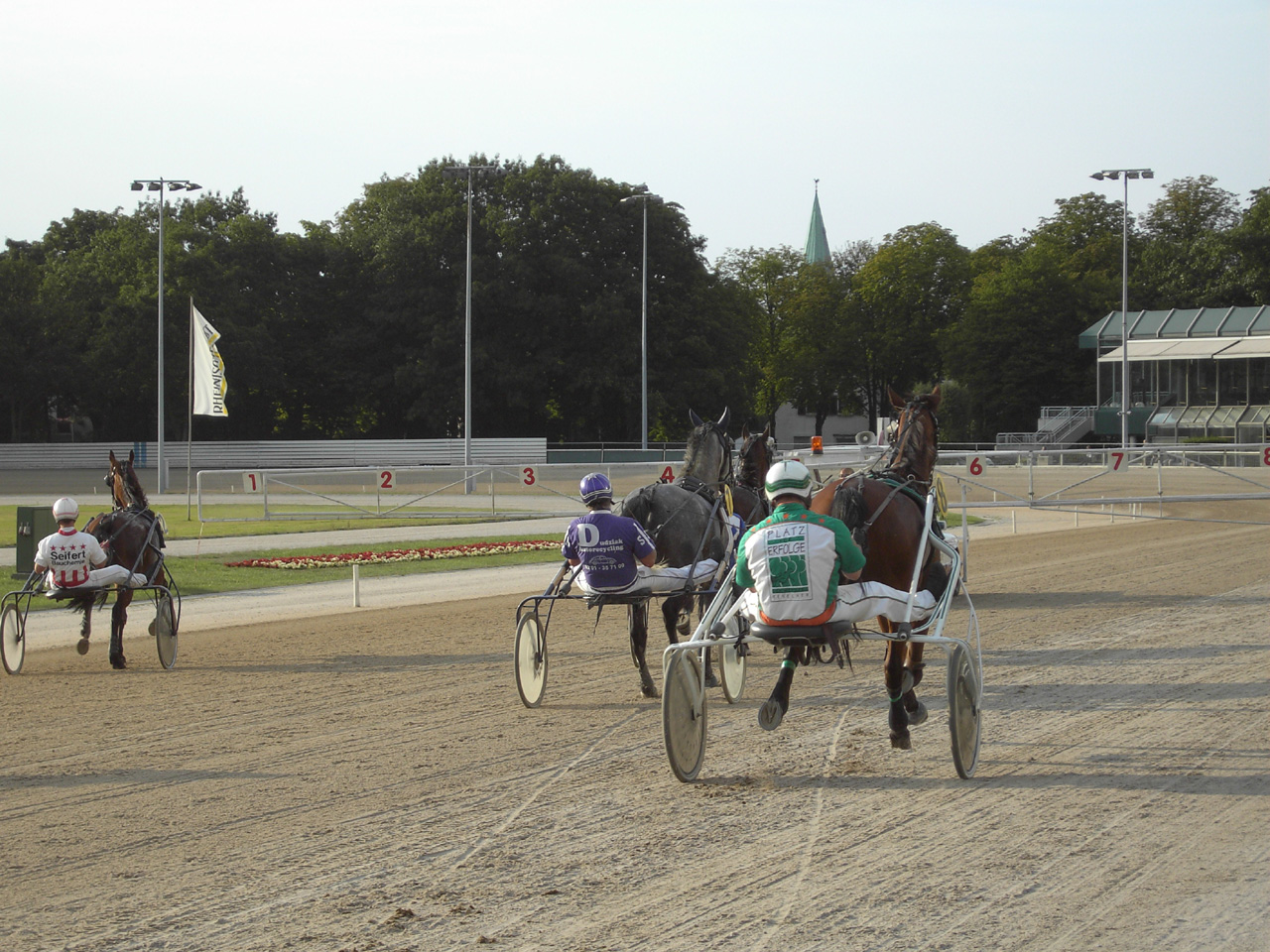
Trabrennbahn Dinslaken Rennveranstaltung

Die Rennlänge der Bahn betrug 800 Meter.

## Veranstaltungen
Die Trabrennbahn hatte eine große Außenfläche. Ihre gastronomischen Betriebe ermöglichten die Bewirtung von bis zu 2000 Personen.
Erstmals 2012 fand die Martinikirmes auf dem Gelände des Trabrennvereins statt.
Die Stellflächen für die Kirmesgeschäfte befanden sich auf dem großen Parkplatz zwischen den Straßenzügen Am Pollenkamp und der Alleestraße.

## Verkehrsanbindungen
Vom nördlichen Endpunkt der Duisburger Straßenbahnlinie 903 am Dinslakener Bahnhof war eine Erreichbarkeit zu den Haltestellen Trabrennbahn und Pollenkamp möglich, auch vom Duisburger Norden. Auch mit der Buslinie 19 der NIAG von Dinslaken-Lohberg – Dinslaken Bf – Averbruch über die Heinrich-Nottebaum-Straße war die Trabrennbahn erreichbar.